# Condado de Humphreys (Misisipi)
El condado de Humphreys (en inglés: Humphreys County), fundado en 1918, es un condado del estado estadounidense de Misisipi. En el año 2000 tenía una población de 11.206 habitantes con una densidad poblacional de 10 personas por km². La sede del condado es Belzoni.

## Geografía
Según la Oficina del Censo, el condado tiene un área total de 1116 km² (430,9 mi²), de la cual 1083 km² (418,1 mi²) es tierra y 33 km² (12,7 mi²) es agua.

## Demografía
En el 2000 la renta per cápita promedia del condado era de $ 20,566, y el ingreso promedio para una familia era de $23,719. El ingreso per cápita para el condado era de $10,926. En 2000 los hombres tenían un ingreso per cápita de $24,948 frente a $19,201 para las mujeres. Alrededor del 38.20% de la población estaba bajo el umbral de pobreza nacional.

## Condados adyacentes
- Condado de Sunflower (norte)
- Condado de Leflore (noreste)
- Condado de Holmes (este)
- Condado de Yazoo (sur)
- Condado de Sharkey (suroeste)
- Condado de Washington (oeste)

## Localidades
Ciudades
- Belzoni

Pueblos
- Isola
- Louise
- Silver City

Áreas no incorporadas
- Midnight

## Principales carreteras
- U.S. Highway 49W
- Carretera 7
- Carretera 12
- Carretera 14
- Carretera 16